# Resolução 321 do Conselho de Segurança das Nações Unidas
A Resolução 321 do Conselho de Segurança das Nações Unidas, adotada em 23 de outubro de 1972, após reafirmar resoluções anteriores, o Conselho manifestou sua preocupação pelo facto de Portugal persistentemente se recusar a cumpri-las. O Conselho atacou a mais recente ação transfronteiriça do exército português contra o território senegalês e exigiu que os portugueses cessassem com quaisquer novos atos de violência. O Conselho passou a reafirmar a sua posição de que a manutenção de colônias portuguesas na África era injusta e que os povos nativos dessas colônias deveriam ter permissão para autodeterminação.
A resolução foi aprovada por 12 votos a zero, enquanto a Bélgica, o Reino Unido e os Estados Unidos se abstiveram.